# Anthony Gatto
Anthony Gatto, född 14 april 1973, är en amerikansk jonglör. Han har flera världsrekord och är den enda jonglör som har vunnit Guldclownen i Monte Carlo.
Anthony Gatto har bland annat producerat följande jongleringsvideor/DVD:er: To Be The Best I, II och III, Legendary moments